# Chlorochroa faceta
Chlorochroa faceta är en insektsart som först beskrevs av Thomas Say 1825.  Chlorochroa faceta ingår i släktet Chlorochroa och familjen bärfisar. Inga underarter finns listade i Catalogue of Life.